# 火曜イチバン!
『火曜イチバン!』（かようイチバン）は、1999年10月12日から2001年3月20日までテレビ東京系列局が編成していたテレビ東京製作の単発特別番組枠である。編成時間は毎週火曜 19:55 - 20:54 （日本標準時）。

## 概要
世の中のさまざまな事業とそれらに携わる人々の人間模様を追った単発のドキュメンタリー番組、住宅事情や田舎暮らしの特集番組、単発のグルメ番組などを放送していた枠。
本枠の終了後にはこの時間帯で再びレギュラー番組が放送されるようになり、『火曜ゴールデンワイド』（第3期）の開始以来10年近く続いたテレビ東京火曜ゴールデンタイムの単発特番枠は、2009年4月に『火曜エンタテイメント!』がスタートするまで8年間中断した。